# Сикст из Реймса
Сикст (фр. Sixte de Reims; ум. 1 сентября 67) — первый епископ Реймса (57—67). Святой Католической церкви, день памяти — 1 сентября.

## Биография
Согласно «Истории Реймсской церкви» Флодоарда, святой Сикст из Реймса был римским гражданином, учеником святого апостола Петра. Святой Петр поставил его епископом Реймса, которым тот оставался на протяжении десяти лет — с 57 по 67 год.
Святой Сикст скончался 1 сентября 67 года и был похоронен в храме Реймса, носящем имя святых Сикста и Синникия.
Преемником святого Сикста стал святой Синникий, из окрестностей Реймса и Суассона.
Мощи святого Сикста были перенесены архиепископом Эрвэ в храм святого Ремигия в 920 году.